# Haus zur Hechel

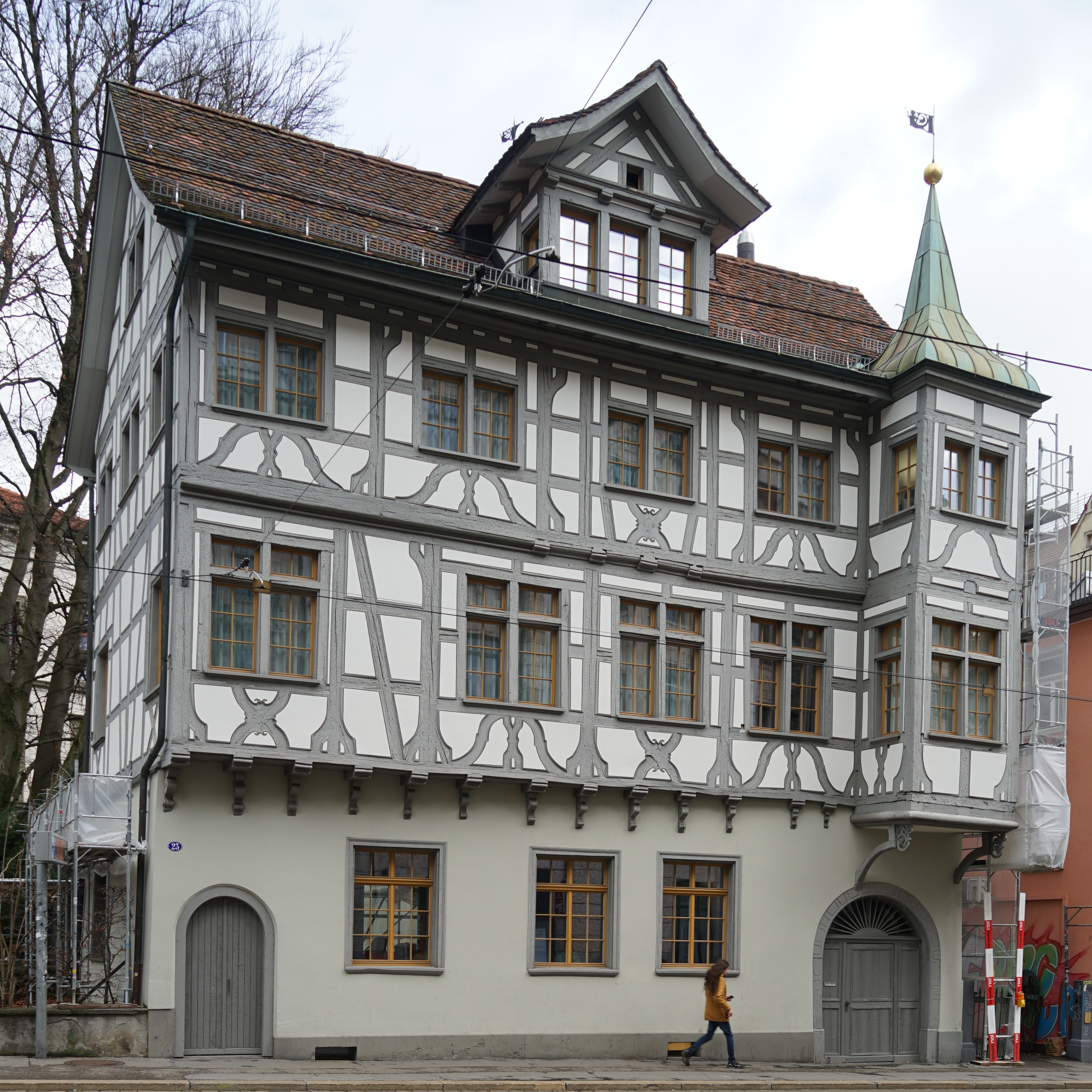
«Haus zur Hechel», 2024

Das «Haus zur Hechel» (auch «Kantiheim») ist ein Riegelbau des 17. Jahrhunderts in St. Gallen in der Schweiz. Es ist in das Schweizerische Inventar der Kulturgüter von regionaler Bedeutung (Kategorie B) eingetragen.

## Lage
Das Haus befindet sich an der Ostseite der Strasse Burggraben und trägt dort die Nummer «23». Östlich schliesst sich die Kantonsschule am Burggraben («Kanti» genannt) an. Sie ist als Kulturgut von nationaler Bedeutung eingetragen. Das Quartier ist «stark durch grossstädtische Bauten des beginnenden 20. Jahrhunderts geprägt». Weitere Häuser in der Nachbarschaft stammen aus der Zeit des Jugendstils und sind Kulturgüter von regionaler Bedeutung oder als «schützenswert» im Bauinventar der Stadt verzeichnet.

## Geschichte und Beschreibung
Bauherrin des Gebäudes war Anna Schlappritzi. Es wurde 1611 für die Witwe des 1594 verstorbenen Kaufherrn Jakob Schlappritzi errichtet. Das Haus lag damals schräg gegenüber dem Spisertor, ausserhalb der Stadtmauer. Es diente ihr als Landsitz, obwohl sie unmittelbar innen am Spisertor wohnte.
Der Abbruch des Hauses drohte 1956. Der Kanton und die Stiftung Freizeitheim unterzogen das Gebäude dann einer Gesamtrenovation. Ende der 1980er-Jahre wurde im Erdgeschoss die Mensaküche der «Kanti» eingebaut. Bis zum Neubau der Küche dauerte das Provisorium 15 Jahre an. Für knapp 3 Millionen Franken wurde das «Kantiheim» 2012 saniert. Im ersten Obergeschoss zog die Informatik ein. Das Haus dient als Begegnungsraum, beherbergt Schülerzeitung und Schülerorganisation sowie einen interreligiös gestalteten Gebetsraum. Im Dachgeschoss und Keller erfolgt Instrumentalunterricht.
Das «Alt-St.Galler Grabenhaus» hat an der Südwestecke einen Rechteckerker mit Spitzhelm und Wetterfahne. Rückseitig ist ein hoher Treppenhausturm mi Spindeltreppe angebaut. Über dem massiven Erdgeschoss erheben sich zwei vorkragende Obergeschosse in Riegelbauweise. Das Dachgeschoss wird strassenseitig durch eine Dachgaube mit hohem Aufzuggiebel geprägt. Das Satteldach hat einen steilen, geknickten Giebel.
Der «repräsentative, herrschaftliche» Riegelbau hat nach dem Urteil des Denkmalschutzes eine grosse Bedeutung aufgrund seines architekturhistorischen Wertes, seines hervorragenden Erhaltungszustandes sowie als städtebauliches Zeugnis. Die Innenräume wurden noch nicht bewertet.

## Belege
1. ↑  KGS-Nr.: 08327.
2. 1 2 3 4  Kantiheim, Burggraben 23. Inventarblatt der schützenswerten Bauten (Auszug), abgerufen am 18. Dezember 2024.
3. 1 2  Andreas Nagel: Kantiheim wird neu genutzt. In: tagblatt.ch. 29. Oktober 2012, abgerufen am 18. Dezember 2024.

Koordinaten: 47° 25′ 29,7″ N, 9° 22′ 46,8″ O; CH1903: 746445 / 254491